# Mark A. Brandes
Mark A. Brandes (* 20. Oktober 1929 in Frankenau; † 14. November 2011 in Freiburg im Breisgau) war ein deutscher Vorderasiatischer Archäologe.

## Leben
Brandes, geboren 1929 in Frankenau, schloss sein Studium an der Ruprecht-Karls-Universität in Heidelberg bei Adam Falkenstein ab und wurde dort 1959 promoviert. Danach lehrte er an der Universität Freiburg, wo er 1968 habilitiert wurde und von 1980 bis zur Pensionierung 1994 Professor für Vorderasiatische Archäologie war.
Mark A. Brandes verstarb am 14. November 2011 im Alter von 82 Jahren.

## Veröffentlichungen
- Untersuchungen zur Komposition der Stiftmosaiken an der Pfeilerhalle der Schicht IVa in Uruk-Warka, Baghdader Mitteilungen, Beiheft 1, Berlin, Gebrüder Mann 1968 (= Dissertation)
- Siegelabrollungen aus den archaischen Bauschichten in Uruk-Warka, Freiburger altorientalische Studien 3, Wiesbaden, Steiner 1979 (= Habilitationsschrift)